# Жовтый, Виктор Васильевич
Ви́ктор Васи́льевич Жо́втый  (9 января 1947 — 3 июля 2004, Архангельск, Российская Федерация) — советский и российский актёр театра, Заслуженный артист России (1994).

## Биография
Виктор Жовтый родился 9 января 1947 году на Украине. В 1969 году окончил актёрский факультет Харьковского института искусств, после чего работал в театрах городов Сумы (Сумский музыкально-драматический театр) и Комсомольск-на-Амуре. В 1976 году приехал в Архангельск и поступил на работу в Архангельский театр драмы имени М. В. Ломоносова.
Впервые на сцену Архангельского театра им. Ломоносова вышел 23 ноября 1976 года в роли Портоса в спектакле «Три мушкетёра» по роману Александра Дюма. Почти 30 лет он отдал сцене архангельского театра и сыграл за это время около 100 ролей. Виктор Васильевич был актером яркого комедийного дарования, он запомнился зрителям в ролях Мэкки-Ножа в «Трёхгрошовой опере» Брехта, Митрофана в «Недоросле» Фонвизина, Флорана в «Вечерних колоколах», Дедушки в «Предках» и многих других. Также он был очень любим юными зрителями за сыгранные им персонажи в детских спектаклях, таких как Карлсон, забавный и незлой колдун Фу-Ты в «Маленькой Фее», остроумный Осёл в «Бременских музыкантах». Коллеги и зрители отмечали его обаятельность, музыкальность, пластичность и без преувеличения называли его украшением любого спектакля, даже если он играл в нём скромную роль.
В последние годы жизни из-за тяжёлой болезни Виктор Васильевич уже не выходил на сцену.
3 июля 2004 года, на 58-м году жизни, заслуженный артист России Виктор Жовтый скончался. После гражданской панихиды, состоявшейся 7 июля 2004 года в 11:30 в здании Поморской филармонии, он был похоронен на Вологодском кладбище Архангельска.
В ночь с 17 на 18 сентября 2010 года неизвестные злоумышленники сломали несколько крестов и памятников на Вологодском кладбище Архангельска, среди них был и крест на могиле Виктора Жовтого. Впоследствии крест был восстановлен.

## Признание и награды
- Заслуженный артист Российской Федерации (3 июня 1994) — за заслуги в области театрального искусства

## Творчество

### Роли в театре
- 1979 — Мэкки-Нож («Трёхгрошовая опера» Б. Брехта)
- 1980 — Митрофанушка («Недоросль» Д. Фонвизина)
- 1983 — Эрнандо («Дама сердца прежде всего» П. Кальдерона)
- 1989 — Вовка («Нелюдимо наше море» Н. Коляды)
- 1990 — Плюмажев («Чудаки на подмостках» А. Аверченко)
- 1992 — Портупея («Зойкина квартира» М. Булгакова)
- 1993 — кавалер де Риппафрата («Сети любви» («Трактирщица») К. Гольдони)
- 1995 — Флоран («Вечерние колокола» («Священные чудовища») Ж. Кокто)
- 1996 — Дед («Предки»)
- Осёл («Бременские музыканты» В. Ливанова и Ю. Энтина)
- старшина Биденко («Сын полка» В. Катаева)
- Разбойник («Трубадур и его друзья»)
- Карлсон («Малыш и Карлсон» А. Линдгрен)
- Император («Нефритовая Фея» Г. Шимановского) и многие другие.

### Театральные постановки
Поставил в Архангельском драматическом театре имени М. В. Ломоносова следующие спектакли:
- «Маленькая Фея»
- «Приключения попугая»
- «Емелино счастье»
- «Три поросёнка»